# 牧野以成
牧野 以成（まきの もちしげ）は、丹後国田辺藩の第7代藩主。丹後田辺藩牧野家8代。

## 略歴
天明8年（1788年）6月14日、第6代藩主・牧野宣成の長男として江戸で生まれる。文化元年（1804年）8月22日、父が病で隠居したため家督を継いだ。文化14年（1817年）4月に牧野家入封150年記念祭を行なっている。しかし藩政では農村経営が崩壊し、村方騒動が相次いでいる。このため財政再建を目指して質素倹約や、田畑の広さや収穫に応じて婚礼・衣類・履物に差別をつける「分限仕分」を制定するなどしている。また、学問を奨励した。文政8年（1825年）11月16日、家督を甥で養子の節成に譲って隠居する。天保4年（1833年）8月24日に江戸で死去した。享年46。
以成自身は文化人であり、益斎と号した画人で鈴木南嶺らに師事した。また、薮内流の流れを汲む茶人でもあった。

## 系譜
- 父：牧野宣成（1765年 - 1811年）
- 母：タキ（楊樹院） - 酒井忠恭の娘
- 正室：堀田正敦の娘
- 継室：愛（清台院） - 内藤政韶の娘
- 継々室：鑑 - 戸田忠翰の娘
- 生母不明の子女
  - 女子：緩子
  - 女子：文
  - 女子：辰子
  - 女子：玉子
- 養子
  - 男子：牧野節成（1810年 - 1861年） - 牧野允成（牧野宣成の次男）の長男